# Prix Médicis
Prix Médicis, Nagroda Medici – nagroda literacka, ustanowiona we Francji w roku 1958.
Początkowo nagroda była przeznaczona dla przedstawicieli szkoły Nowej powieści. Z czasem krąg nagradzanych pisarzy rozszerzył się, lecz Prix Médicis jest nadal przyznawana autorowi powieści lub opowiadania, imię którego jeszcze nie jest znane szerokiemu kręgowi czytelników, lecz który obdarzony jest niewątpliwym oryginalnym talentem. 
Od roku 1970 Nagroda Medici jest przyznawana również za najlepsze dzieło zagraniczne, a od roku 1985 - za eseje.
Nagroda wręczana jest corocznie w listopadzie w paryskim Hôtel de Crillon. 

## Laureaci

### Laureaci Nagrody Medici za powieść
- 1958 — Claude Ollier, La Mise en scène
- 1959 — Claude Mauriac, Le Dîner en ville
- 1960 — Henri Thomas, John Perkins: suivi d’un scrupule
- 1961 — Philippe Sollers, Le Parc
- 1962 — Colette Audry, Derrière la baignoire
- 1963 — Gérard Jarlot, Un chat qui aboie
- 1964 — Monique Wittig, L’Opoponax
- 1965 — René-Victor Pilhes, La Rhubarbe
- 1966 — Marie-Claire Blais, Une saison dans la vie d’Emmanuel
- 1967 — Claude Simon, Histoire
- 1968 — Elie Wiesel, Le mendiant de Jerusalem
- 1969 — Hélène Cixous, Dedans
- 1970 — Camille Bourniquel, Sélinonte ou la Chambre impériale
- 1971 — Pascal Laine, La irrevolucion
- 1972 — Maurice Clavel, Le Tiers des étoiles
- 1973 — Tony Duvert, Paysage de fantaisie
- 1974 — Dominique Fernandez, Porporino ou les Mystères de Naples
- 1975 — Jacques Almira, Le Voyage à Naucratis
- 1976 — Marc Cholodenko, Les États du désert
- 1977 — Michel Butel, L’Autre Amour
- 1978 — Georges Perec, La vie mode d'emploi
- 1979 — Claude Durand, La Nuit zoologique
- 1980:
  - Jean-Luc Benoziglio, Cabinet-portrait
  - Jean Lahougue, Comptine des Height (odmówił przyjęcia)
- 1981 — François-Olivier Rousseau, L’Enfant d'Édouard
- 1982 — Jean-François Josselin, L’Enfer et Cie
- 1983 — Jean Echenoz, Cherokee
- 1984 — Bernard-Henri Lévy, Le Diable en tête
- 1985 — Michel Braudeau, Naissance d’une passion
- 1986 — Pierre Combescot, Les Funérailles de la Sardine
- 1987 — Pierre Mertens, Les Éblouissements
- 1988 — Christiane Rochefort, La Porte du fond
- 1989 — Serge Doubrovsky, Le Livre brisé
- 1990 — Jean-Noël Pancrazi, Les Quartiers d’hiver
- 1991 — Yves Simon, La Dérive des sentiments
- 1992 — Michel Rio, Tlacuilo
- 1993 — Emmanuèle Bernheim, Sa femme
- 1994 — Yves Berger, Immobile dans le courant du fleuve
- 1995:
  - Aleksakis Vasilis, La Langue maternelle
  - Andreï Makine, Francuski testament
- 1996:
  - Jacqueline Harpman, Orlanda
  - Jean Rolin, L’Organisation
- 1997 — Philippe Le Guillou, Les, Sept Noms du peintre
- 1998 — Homéric, Le Loup mongol
- 1999 — Christian Oster, Mon grand appartement
- 2000 — Yann Apperry, Diabolus in musica
- 2001 — Benoît Duteurtre, Le Voyage en France
- 2002 — Anne F. Garréta, Pas un jour
- 2003 — Hubert Mingarelli, Quatre soldats
- 2004 — Marie Nimier, La Reine du silence
- 2005 — Jean-Philippe Toussaint, Fuir
- 2006 — Sorj Chalandon, Une promesse
- 2007 — Jean Hatzfeld, La Stratégie des antilopes
- 2008 — Jean-Marie Blas de Roblès, Là où les tigres sont chez eux
- 2009 — Dany Laferrière, L'énigme du retour
- 2010 — Maylis de Kerangal, Naissance d’un pont
- 2011 — Mathieu Lindon, Ce qu’aimer veut dire
- 2012 — Emmanuelle Pireyre, Féerie générale
- 2013 — Marie Darrieussecq, Il faut beaucoup aimer les hommes
- 2014 — Antoine Volodine, Terminus radieux
- 2015 – Nathalie Azoulai, Titus n'aimait pas Bérénice
- 2016 – Ivan Jablonka, Laëtitia ou la Fin des hommes
- 2017 – Yannick Haenel, Tiens ferme ta couronne
- 2018 – Pierre Guyotat, Idiotie
- 2019 – Luc Lang, La Tentation

### Laureaci Nagrody Medici za dzieło zagraniczne
- 1970 — Luigi Malerba, Saut de la mort
- 1971 — James Dickey, Délivrance
- 1972 — Severo Sarduy, Kobra
- 1973 — Milan Kundera, «Życie jest gdzie indziej»,
- 1974 — Julio Cortázar,  Libro de Manuel,
- 1975 — Steven Millhauser, La Vie trop brève d’Edwin Mulhouse,
- 1976 — Doris Lessing, The Golden Notebook,
- 1977 — Hector Bianciotti, Le Traité des saisons,
- 1978 — Aleksandr Zinowjew, Зияющие высоты
- 1979 — Alejo Carpentier, «Harfa i cień»,
- 1980 — André Brink, «Sucha biała pora»,
- 1981 — Dawid Szahar, «Dzień grafinii»,
- 1982 — Umberto Eco, «Imię róży»,
- 1983 — Kenneth White, La Route bleue,
- 1984 — Elsa Morante, Aracoeli,
- 1985 — Joseph Heller, «Bóg wie»,
- 1986 — John Hawkes, Aventures dans le commerce des peaux en Alaska; Julian Barnes, «Papuga Flauberta»
- 1987 —Antonio Tabucchi, «Indyjski nokturn»,
- 1988 — Thomas Bernhard, «Starzy mistrzowie»,
- 1989 — Álvaro Mutis, La Neige de l’amiral,
- 1990 — Amitav Ghosh, Les Feux du Bengale,
- 1991 — Pietro Citati, Histoire qui fut heureuse puis douloureuse et funeste,
- 1992 — Louis Begley, Une éducation polonaise,
- 1993 — Paul Auster, «Lewiatan»,
- 1994 — Robert Schneider, «Сестра сна»,
- 1995 — Alessandro Baricco, «Zamki gniewu»,
- 1996:
  - Michael Kruger, Himmelfarb, ;
  - Ludmiła Ulicka, «Sonieczka»,
- 1997 — Tom Coraghessan Boyle, «Ameryka»,
- 1998 — Jonathan Coy, «Dom snu»,
- 1999 — Björn Larsson, Drömmar vid havet,
- 2000 — Michael Ondaatje, «Oczy Buddy»,
- 2001 — Antonio Scarmenta, La Noce du poète,
- 2002 — Philip Roth, The Human Stain,
- 2003 — Enrique Vila-Matas, Le Mal de Montano,
- 2004 — Aharon Appelfeld, Histoire d’une vie,
- 2005 — Orhan Pamuk, «Śnieg»,
- 2006 — Norman Manea, «Powrót chuligana», ,
- 2007 — Daniel Mendelsohn, Les Disparus,
- 2008 — Alain Claude Sulzer, Un garçon parfait,
- 2009 — Dave Eggers, Le Grand Quoi,
- 2010 — David Vann, Sukkwan Island,
- 2011 — Dawid Grossman, Une femme fuyant l’annonce,
- 2012 — Abraham Yehoshua, Retrospekcja,
- 2013 — Toine Heijmans, En mer,

### Laureaci Nagrody Medici w dziedzinie eseistyki
- 1986 — Michel Serres,  Les Cinq Sens
- 1987 — Georges Borgeaud, Le Soleil sur Aubiac
- 1989 — Václav Jamek, Traité des courtes merveilles
- 1990 — René Girard, Shakespeare, les feux de l’envie
- 1991 — Alain Etchegoyen, La Valse des éthiques
- 1992 — Luc Ferry, Le Nouvel Ordre écologique
- 1993 — Michel Onfray, La Sculpture de soi
- 1994 — Jérôme Garcin, Pour Jean Prévost
- 1995 — Pascal Bruckner, La Tentation de l’innocence
- 1996 — Viviane Forrester, L’Horreur économique
- 1997 — Michel Winock, Siècle des intellectuels
- 1998 — Alberto Manguel, Une histoire de la lecture
- 1999 — Christine Jordis, Gens de la Tamise
- 2000 — Armelle Lebras-Chopard, Le Zoo des philosophes
- 2001 — Edwy Plenel, Secrets de jeunesse
- 2002 — Daniel Desmarquet, Kafka et les jeunes filles
- 2003 — Michel Schneider, Morts imaginaires
- 2004 — Diane de Margerie, Aurore et George
- 2005 — Marie Desplechin, Lydie Violet, La Vie sauve
- 2006 — Jean-Bertrand Pontalis, Frère du précédent
- 2007 — Joan Didion, L’Année de la pensée magique
- 2008 — Cécile Guilbert, Warhol Spirit
- 2009 — Alain Ferry, Mémoire d’un fou d’Emma
- 2010 — Michel Pastoureau, La Couleur de nos souvenirs
- 2011 — Sylvain Tesson, Dans les forêts de Sibérie
- 2012 — David Van Reybrouck, Congo. Une histoire,
- 2013 — Swietłana Aleksijewicz, La Fin de l'homme rouge